# Pokémon shock
Pokémon shock (ポケモンショック?, Pokémon Shokku), o Pokémon panic, è il nome attribuito dalla stampa giapponese ad una serie di conseguenze provocate sulla popolazione da una specifica scena del trentottesimo episodio dell'anime Pokémon, chiamato Dennō senshi Porygon (でんのうせんしポリゴン? lett. "Soldato computer Porygon", internazionalmente noto come Electric Soldier Porygon), trasmesso il 16 dicembre 1997 su TV Tokyo e altre emittenti televisive giapponesi.

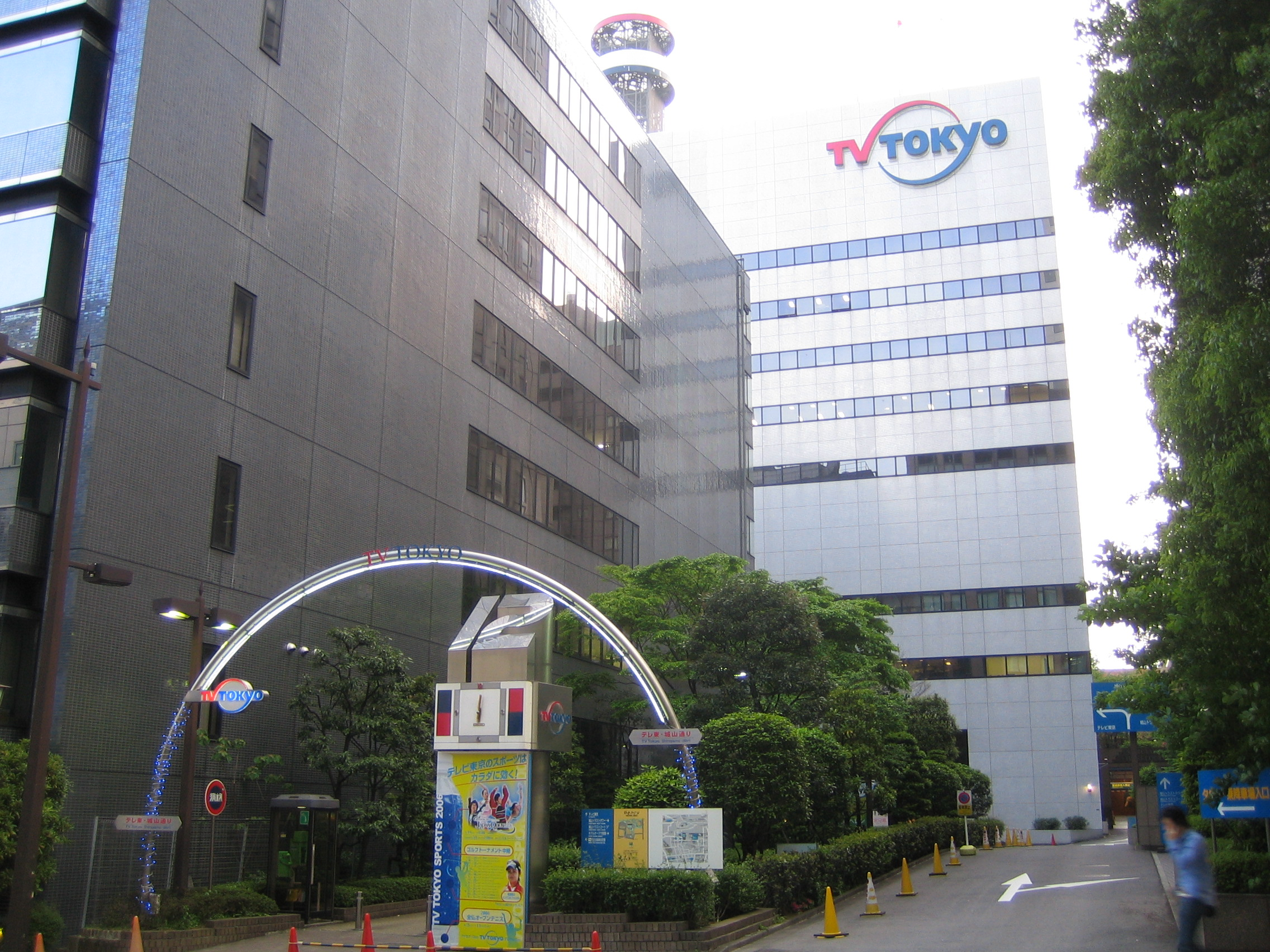
La sede di TV Tokyo, la rete televisiva giapponese coinvolta nel Pokemon shock

La visione dell'episodio in questione, mai più ritrasmesso in seguito, causò una serie di convulsioni e di crisi epilettiche in un gran numero di telespettatori di età fra i 3 e i 20 anni. Delle 685 persone colpite, 150 furono ricoverate con differenti prognosi, che andavano da un solo giorno fino ad oltre due settimane, mentre le restanti vennero dimesse dopo una somministrazione di calmanti. Alcune persone furono inoltre colpite da epilessia in seguito alla trasmissione della scena incriminata da parte dei telegiornali.

## Trama dell'episodio
Ash, Misty, Brock e Pikachu entrano nel cyberspazio per recuperare un prototipo rubato del Pokémon Porygon, utilizzando un secondo esemplare di Porygon stesso. Il sistema di sicurezza del cyberspazio li attacca lanciandogli contro dei missili, che Pikachu distrugge utilizzando la mossa Tuonoshock, dando così modo ai protagonisti e ad entrambi i Porygon di uscire dal computer attraverso un portale.

## Trasmissione televisiva e controversia
L'episodio fu trasmesso in Giappone da più di 37 stazioni televisive il 16 dicembre 1997 alle ore 18:30 e venne visto da circa 27 milioni di famiglie.
Durante la scena in cui Pikachu ferma i missili con la mossa Tuonoshock, pochi minuti prima del termine dell'episodio, viene rappresentata nell'animazione una grande esplosione caratterizzata da luci rosse e blu lampeggianti ad una frequenza di 12 Hz, per una durata di circa 4 secondi quasi a tutto schermo e successivamente per altri 2 secondi a tutto schermo.
Subito dopo aver visto questa scena, molti telespettatori iniziarono ad accusare disturbi della vista, cefalea, vertigini e nausea, ed alcuni anche cecità temporanea, convulsioni e perdita di conoscenza.
Si stima che, in tutto il Giappone, circa 12 000 telespettatori abbiano avuto dei disturbi durante la visione dell'episodio; 685 bambini (310 maschi e 375 femmine) furono portati in ospedale in ambulanza nei momenti immediatamente successivi alla trasmissione.
Sebbene molte delle vittime abbiano iniziato a sentirsi meglio già durante il trasporto in ospedale, per più di 150 di loro fu disposto il ricovero e due di loro rimasero ricoverati per più di due settimane.
La scena dell'esplosione fu anche incautamente trasmessa di nuovo da un telegiornale, in un servizio dedicato all'accaduto, causando ulteriori episodi di convulsioni.
In ogni caso, solo ad una piccola parte dei bambini ricoverati fu diagnosticata l'epilessia fotosensibile, mentre studi successivi dimostrarono che circa il 5-10% dei bambini portati in ospedale non aveva in realtà sintomi che ne giustificassero del tutto il ricovero; in ogni caso i medici continuarono a tenere sotto controllo lo stato di salute di 103 dei pazienti ricoverati, la maggior parte dei quali non ebbe più, negli anni successivi, alcun episodio di convulsioni epilettiche.

## Conseguenze
Il fatto, che portò all'attenzione del grande pubblico l'epilessia fotosensibile e le sue conseguenze, fu chiamato dalla stampa "Pokémon shock" (ポケモンショック?, Pokemon shokku) ed ebbe ampia risonanza nei media giapponesi: le stazioni televisive che avevano trasmesso l'episodio si scusarono pubblicamente e sospesero la serie televisiva a tempo indeterminato, tutti i video di Pokémon furono immediatamente ritirati dalla vendita e le azioni della Nintendo, società che tuttora produce i videogiochi su cui si basa la serie animata, persero il 5% alla Borsa di Tokyo, nonostante l'allora presidente dell'azienda, Hiroshi Yamauchi, avesse pubblicamente dichiarato che la Nintendo non aveva alcuna colpa per quanto fosse accaduto.
La trasmissione televisiva di Pokémon rimase bloccata per ben 4 mesi, riprendendo, con una sigla iniziale rinnovata, solo il 16 aprile 1998, con l'episodio successivo, il trentanovesimo: Addio Pikachu!.
Dennō senshi Porygon invece fu completamente eliminato dalla serie animata: non fu più ritrasmesso né in lingua originale né con eventuali ridoppiaggi e non venne mai immesso nel mercato home-video, nemmeno con eventuali modifiche della scena in questione, né in Giappone né nel resto del mondo; negli Stati Uniti, la doppiatrice Maddie Blaustein ha dichiarato che la 4Kids Entertainment ha ricevuto e doppiato l'episodio per poi decidere in seguito di non trasmetterlo.
Per evitare che un simile incidente potesse capitare di nuovo in futuro, furono stabilite delle linee guida per le serie animate, in particolare:
- Le immagini possono lampeggiare ad una frequenza massima di 3 volte al secondo se contengono il colore rosso e di 5 volte al secondo se non contengono il colore rosso.[nota 2]
- Le sequenze con immagini lampeggianti non possono durare per più di due secondi.[nota 3]
- Le animazioni contenenti pattern lampeggianti, strisce, vortici e cerchi concentrici non possono essere visualizzate a tutto schermo.

## Impatto culturale
Il "Pokémon shock" è stato più volte citato nella cultura popolare, per esempio:
- Nel ventitreesimo episodio della decima stagione de I Simpson, intitolato Da Tokyo con orrore[16].
- Nel decimo episodio della terza stagione di South Park, intitolato Una moda pericolosa[16].
- Electric Soldier Porygon è un brano dell'album Green Tea Mango (2007) del gruppo rock statunitense Rexedog[20].
- Il riferimento all'incidente fu incluso nelle edizioni 2004 e 2008 della Gamers Edition del Guinness dei primati come "Maggior numero di convulsioni epilettiche fotosensibili causate da un programma televisivo"[21][22].